# Autoportrait à l'idole
L’Autoportrait à l'idole est un tableau réalisé par le peintre français Paul Gauguin vers 1893, probablement à Tahiti. Cette huile sur toile est un autoportrait qui représente l'artiste sa main droite sous son menton, alors que derrière lui se trouve une statuette de la déesse polynésienne Hina. L'œuvre est conservée au musée d'Art McNay, à San Antonio, au Texas.